# Fort Mitchell
Fort Mitchell – miasto w Stanach Zjednoczonych, w stanie Kentucky, w hrabstwie Kenton.